# Nicola Vaccaro
Nicola Vaccaro (Cosenza, 20 settembre 1893 – 8 marzo 1966) è stato un politico e avvocato italiano.

## Biografia
Avvocato, esponente calabrese della Democrazia Cristiana. Viene eletto al Senato nella I Legislatura, alle elezioni politiche del 18 aprile 1948, rimanendo a Palazzo Madama complessivamente per tre Legislature, fino al 1963.
Ha ricoperto il ruolo di Sottosegretario di Stato al Ministero della difesa nel Governo De Gasperi VI dal 31 gennaio 1950 al 26 luglio 1951.